# ヒドロキシ化合物

ヒドロキシ基

ヒドロキシ化合物（ひどろきしかごうぶつ、hydroxy compound）は、元素や炭化水素にヒドロキシ基（-OH）が結合しているものである。
ヒドロキシ化合物は水素結合が可能であることが大きな特徴であり、ヒドロキシ基に結合している炭化水素の炭素数が多いほど沸点が高くなる。炭化水素にヒドロキシ基が結合したものをアルコールという。芳香環上にヒドロキシ基がある場合はアルコールではなくフェノール（類）と呼ぶ。
基本的にヒドロキシ化合物は水素結合により、水との親和性を示すため水に溶けるものが多い。